# Сагбо, Эммануэль
Эммануэль Сагбо (фр. Emmanuel Sagbo; род. 22 декабря 1994) — бенинский шоссейный велогонщик.

## Карьера
С 2002 года неоднократно стартовал на Тур дю Фасо, Гран-при Шанталь Бийя, Туре Кот-д’Ивуара, Туре Сенегала проводившихся в рамках Африканского тура UCI.
В 2018 году отличился на ряде гонок не входивших в международный календарь UCI. Выиграл этап и генеральную классификацию на Grand Prix de la Kozah в Того. В родной стране победил на двух гонках: сначала в Джугу, а затем в Локоссе которая закрывала велосезон в Бенине. Стал 10-м на одном из этапов Тура Кот-д’Ивуара, проводившемся в рамках Африканского тура UCI.
В августе 2019 году принял участие в Африканских играх 2019, проходивших в Рабате (Марокко), где выступил в командной, групповой и индивидуальной гонках. В сентябре того же года стал чемпионом Бенина в групповой гонке проводившейся в Котону, опередив прошлогоднего чемпиона Идрису Башики.
Несколько раз выступал на чемпионате Африки.

## Достижения
2018
Grand Prix de la Kozah
1-й в генеральной классификации
1-й этап
Course de Djougou
Course de Lokossa
2019
 Чемпион Бенина — групповая гонка

## Рейтинги
| Год                 | 2019   | 2020 | 2021 | 2022 | 2023  |
| ------------------- | ------ | ---- | ---- | ---- | ----- |
| Мировой рейтинг UCI | 2371-й | -    | -    | -    | 957-й |
| Африканский тур UCI | 140-й  | -    | -    | -    | -     |
|                     |        |      |      |      |       |
| Источник: UCI       |        |      |      |      |       |